# Агара (Хулойский муниципалитет)
Агара (груз. აგარა) — село в Грузии, на территории Хулойского муниципалитета автономной республики Аджария.

## География
Село находится в юго-западной части Грузии, на левом берегу реки Сакевара (бассейн Аджарисцкали), на расстоянии 8 километров (по прямой) к северо-востоку от посёлка городского типа Хуло, административного центра муниципалитета. Абсолютная высота — 1173 метра над уровнем моря.

## Население
По результатам официальной переписи населения 2014 года, в Агаре проживало 497 человек (246 мужчин и 251 женщина). В национальной структуре населения грузины составляли 100 %.
| Год  | Население, человек |
| ---- | ------------------ |
| 2002 | 908                |
| 2014 | ↘ 497              |